# Back to Bedlam
Back to Bedlam este albumul de debut al lui James Blunt, lansat în 2004. Toate versurile au fost scrise de James Blunt, cu excepția "Out of My Mind", în care Blunt a scris, de asemenea, muzica. Până în prezent, albumul a vândut aproximativ 14 de milioane de exemplare în întreaga lume. Albumul a intrat, de asemenea, în Cartea Recordurilor ca albumul care a vândut mai multe copii într-un singur an, în Marea Britanie, cu 2.368.000 de exemplare în 2005. Cu toate acestea, albumul este, de asemenea, considerat al doilea cel mai rău an revista NME.
Cântărețul rezumă cele mai importante momente ale vieții sale, experiența sa de dragoste cu o fată care nu poate avea, dar și moartea prietenului său Billy care a luptat împreună cu Blunt în Războiul din Kosovo, 1999.

## Melodii
1. High - 4:03 (James Blunt, Ricky Ross)
2. You're Beautiful – 3:33 (Amanda Ghost, J. Blunt, Sacha Skarbek)
3. Wisemen – 3:42 (J. Blunt; Jimmy Hogarth, S. Skarbek)
4. Goodbye My Lover – 4:18 (J. Blunt, S. Skarbek)
5. Tears and Rain – 4:04 (J. Blunt, Guy Chambers)
6. Out of My Mind – 3:33 (J. Blunt)
7. So Long, Jimmy – 4:24 (J. Blunt, J. Hogarth)
8. Billy – 3:37 (J. Blunt, S. Skarbek, A. Ghost)
9. Cry – 4:06 (J. Blunt, S. Skarbek)
10. No Bravery – 4:00 (J. Blunt, S. Skarbek)

## Topuri muzicale
| Țară           | Poziție vârf     | Certificații (Dacă e cazul) | Vânzări    |
| -------------- | ---------------- | --------------------------- | ---------- |
| Australia      | 1 (12 Săptămâni) | 8x Platină                  | 560 000+   |
| Austria        | 1 (2 Săptămâni)  | Platină                     | 30 000+    |
| Belgia         | 1 (3 Săptămâni)  | Platină                     | 50 000+    |
| Canada         |                  | 6x Platină                  | 600 000+   |
| Danemarca      | 1 (3 Săptămâni)  | 2x Platină                  | 80 000+    |
| Elveția        | 1 (10 Săptămâni) | 3x Platină                  | 120 000+   |
| Finlanda       | 10               |                             |            |
| Franța         | 2 (7 Săptămâni)  | Diamant                     | 1 000 000+ |
| Germania       | 1 (1 Săptămână)  | 7x aur                      | 700 000+   |
| Irlanda        | 1 (14 Săptămâni) | 14x Platină                 | 210 000+   |
| Japonia        |                  | Platină                     | 250 000+   |
| Marea Britanie | 1 (10 Săptămâni) | 10x Platină                 | 3,045,780+ |
| Mexic          |                  | Aur                         | 50 000+    |
| Noua Zeelandă  | 1 (12 Săptămâni) | 7x Platină                  | 105 000+   |
| Norvegia       | 1 (5 Săptămâni)  |                             |            |
| Olanda         | 2                | Platină                     | 80 000+    |
| Portugalia     | 2 (3 Săptămâni)  | 2x Platină                  | 40 000+    |
| Spania         |                  | Aur                         | 40 000+    |
| Suedia         | 1                | 2x Platină                  | 120 000+   |
| Statele Unite  | 2                | 2x Platină                  | 2 200 000+ |